# 南登河
南登河是缅甸东部掸邦的一条河流。它是薩爾溫江的支流。这条河源自孟贡以北掸邦高原，大致向东，然后向南流过Kawnlang、南桑和朗科。